# Bahía de Banderas

Mapa gminy wraz z większymi miejscowościami

Bahía de Banderas – jedna z 20 gmin meksykańskiego stanu Nayarit, na wybrzeżu Oceanu Spokojnego i zatoki o tej samej nazwie. Zajmuje 773,3 km² powierzchni. Zamieszkana przez 124 205 osób (2010). Centrum administracyjnym gminy jest Valle de Banderas.
Gmina powstała w 1989 roku. Została wtedy wydzielona z obszaru gminy Compostela.